# 馬克·卡尼
馬克·約瑟夫·卡尼 PC OC MP（1965年3月16日—），加拿大經濟學者和政治人物，現任加拿大總理和加拿大自由党黨魁，曾任加拿大中央銀行行长、歐洲金融穩定理事會主席及英格蘭銀行行长。
卡尼拥有哈佛大學經濟學學士學位及牛津大學经济学碩士、博士學位。在2004年加入加拿大財政部擔任資深副部長之前，他曾在高盛公司任职。2007年，卡尼被任命為加拿大央行行長，在全球金融危機期間負責加拿大的貨幣政策。他領導加拿大央行直到2013年，當時他被任命為英格兰银行行长，應對英國脫歐和早期COVID-19大流行。卡尼曾於2020年擔任加拿大總理賈斯汀·杜魯多的非正式顧問，在疫情期間提供經濟應對方面的建議。2024年9月，卡尼成為自由黨內的經濟成長特別顧問和工作小組主席。
2025年1月6日在總理杜魯多辭職後，卡尼被認為是2025年加拿大自由黨黨魁選舉的潛在候選人，他於1月16日正式參選，其後有多名杜魯多內閣部長公開支持他成為新任自由黨黨魁，而杜魯多的前策略顧問傑拉爾德·巴茨亦是卡尼競選活動中的關鍵人物。
2025年3月9日，卡尼以85.9%的得票率高票當選加拿大自由黨黨魁，隨後於3月14日出任第24任加拿大總理，並帶領已執政近10年的自由黨參選2025年聯邦選舉；同年4月28日，卡尼带领的自由党在大选中获胜，组成少数政府，自由党得以连任第四届。

## 早年生活与教育
卡尼於1965年3月16日出生在西北地區的史密斯堡。他的祖父母是愛爾蘭人，來自梅奧郡。卡尼六歲時，全家搬到艾伯塔省的埃德蒙頓。他的父親是1980年加拿大聯邦大選埃德蒙顿南部的自由黨候選人，名列第二。 在卡尼10歲時，他的母親回到大學從事教育工作。
卡尼有三個兄弟姊妹——哥哥Seán、姐姐Brenda及弟弟Brian。卡尼曾就讀於聖法蘭西斯高中（St. Francis Xavier High School），之後獲得哈佛大學的部分獎學金和財務援助。卡尼於1988年畢業於哈佛大學，以優異成績取得經濟學學士學位。在哈佛就讀期間，他是冰上曲棍球校隊的候補守門員。
随后，他在牛津大學的聖彼得學院和納菲爾德學院修讀研究生課程，並分別於1993年和1995年獲得经济学碩士和博士學位。卡尼博士論文的題目是《競爭的動態優勢》（The Dynamic Advantage of Competition）。卡尼曾與林铭德一起擔任牛津大學冰上曲棍球俱樂部的副隊長。

## 金融事业

### 高盛（1990-2003）
卡尼在高盛工作了13年，曾在波士頓、倫敦、紐約、東京和多倫多辦事處工作。他随后擔任更高級的職位，包括主權風險聯席主管、新興債務資本市場執行董事以及投資銀行董事總經理。他曾協助南非在種族隔離後進軍國際債券市場，並參與高盛處理1998年俄羅斯金融危機的工作。

### 加拿大银行及财政部（2003-2013）
2003年，卡尼離開高盛，加入加拿大銀行擔任副行長。一年後，他受聘加入加拿大財政部，擔任資深副部長，並於2004年11月15日開始擔任此職務。

2004年11月至2007年10月，卡尼擔任加拿大財政部高級副部長和G7副部長。他曾在兩位財政部長手下工作：自由党的拉爾夫·古德爾和保守党的吉姆·弗莱厄蒂。在此期間，卡尼監督了加拿大政府備受爭議的收入信託來源徵稅計劃。 卡尼也是聯邦政府出售加拿大國營石油19%股權並獲利的領導人。

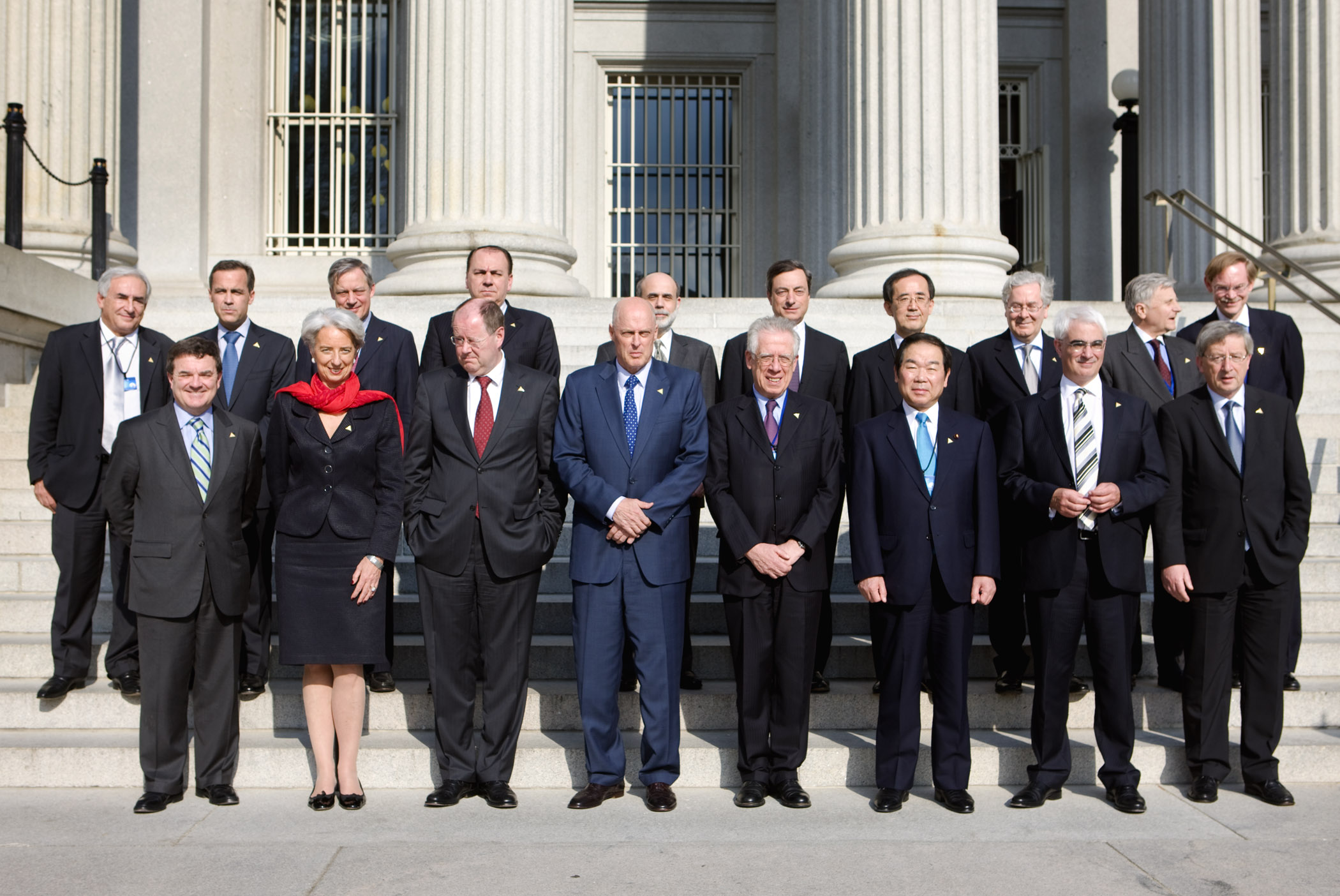
2008年G7財長高峰會期間，時任加拿大央行行长的卡尼與其他央行行长一起站在後排.

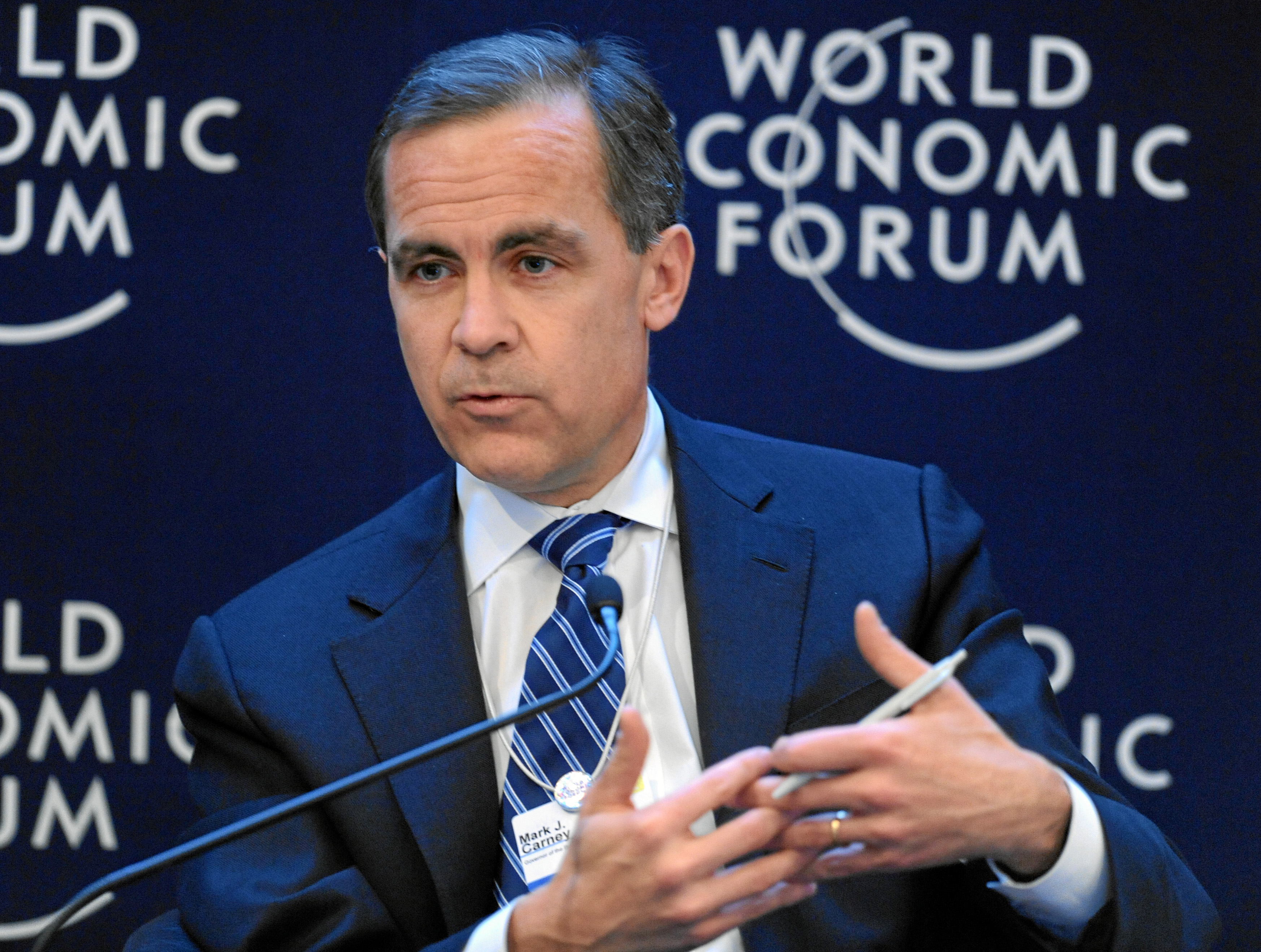
時任加拿大央行行长的卡尼在2012年世界經濟論壇「超越巴塞爾：金融機構監理」小組討論會上發表演說。

2007年底，卡尼被聯邦保守黨政府提名为加拿大央行下一届行长，于2008年2月正式上任，成为8国集团和20国集团中最年轻的央行行长。当时加拿大正和其他欧美国家一样，面临环球金融危机的严重威胁。卡尼預計危機將蔓延全球，於是加拿大央行決定向加拿大金融系統提供大量額外流通性，並採取不同尋常的舉措，宣布承諾將利率維持在一年內盡可能低的水平，這些似乎意外地對加拿大安全度過金融危机起到了重大作用。因此，卡尼常被各界認為在幫助加拿大避免遭受金融危機的最嚴重影響方面發揮了重要作用。
然而，根據《經濟史評論》雜誌2015年的一篇論文，介紹早在19世紀加拿大和美國的銀行體系就走上了不同的道路。加拿大建立了強大的、單一監管機構集中的銀行體系，美國出現的是監管較少甚至不受監管的銀行體系，最終導致了更多規模較小且穩定性較差的銀行。論文亦指出，2008年金融危機期間加拿大銀行體系相對於美國而言的相對穩定並非“一次性事件”，因為出於同樣的原因，加拿大銀行能夠避免美國在1863年至1914年經歷的其他金融危機以及1930年代的大蕭條。
但低利率導致儲蓄大幅下降並鼓勵借貸和消費，令目前加拿大的家庭債務與可支配收入之比在七國集團中最高。 經濟學家也在2012年環球新聞中稱“我認為，五到十年後，當你回顧加拿大央行和馬克·卡尼時，我們會意識到，也許我們將利率維持在過低水平的時間過長，而這導致了住房問題。”

### 英格兰银行（2013-2020）

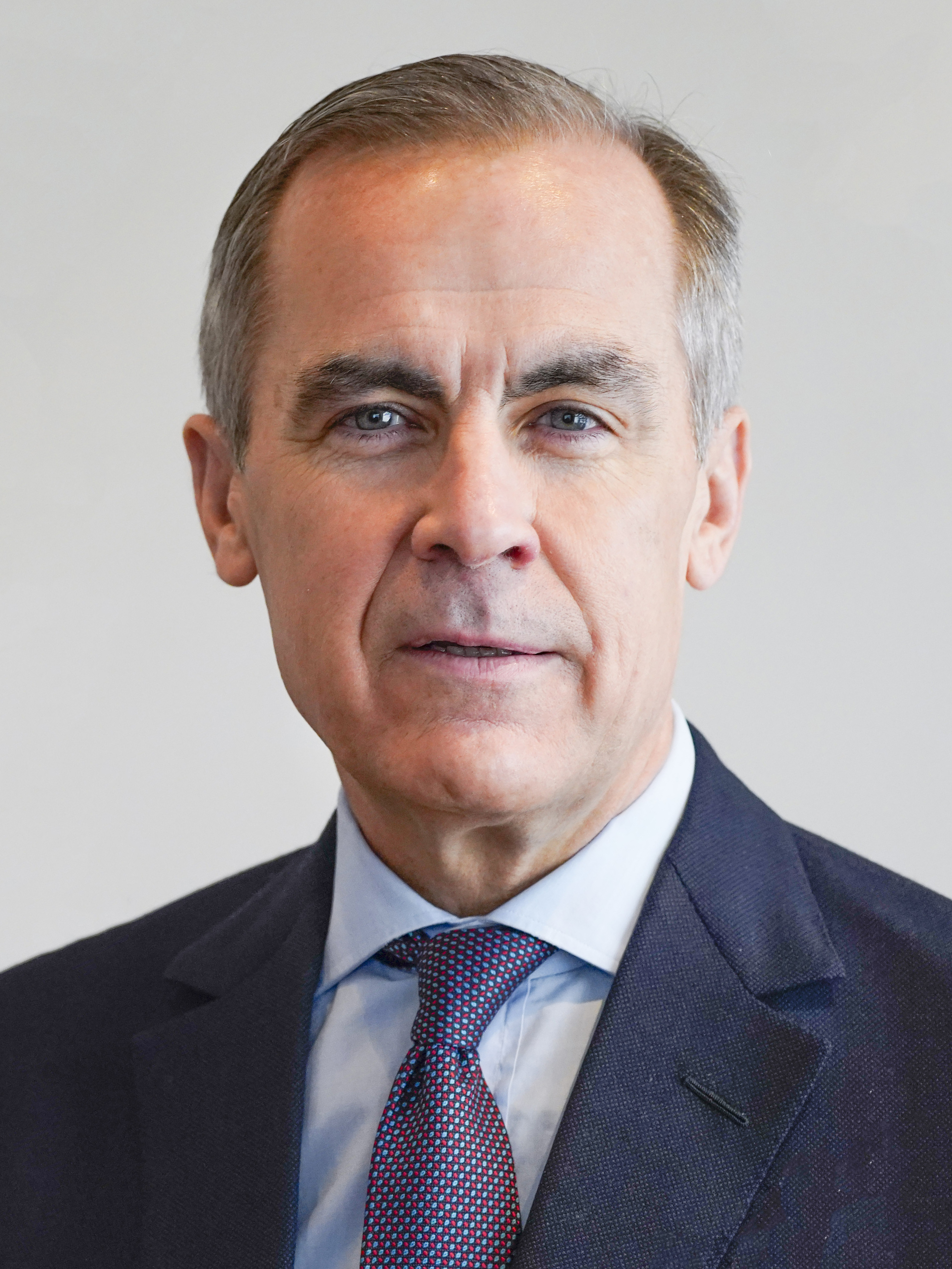
2020年的卡尼，以英格蘭銀行行長身份會見時任歐洲議會主席戴維·薩索利

2012年11月26日，英国财政大臣歐思邦宣布，时任加拿大央行行长马克·卡尼将接替即将退休的默文·金爵士，出任下一届英国央行行长，任期从2013年7月1日开始。他是英格兰银行自1694年建立以来第一位非英国人行长。歐思邦对媒体表示，是他本人把卡尼推荐给英国首相戴维·卡梅伦，然后由卡梅伦建议女王对其任命的。
接到任命当晚，卡尼在渥太华举行新闻发布会，称自己“将到挑战最严峻的地方工作”，在危机和一系列丑闻之后，英国经济急需重新找到平衡。“对全球经济来说，英国表现得好不好，能否重建金融体系、重振经济，是至关重要的。”由于加拿大属于英联邦国家，当地舆论对自己的央行行长受到女王青睐，普遍感到非常荣幸。加拿大的《环球邮报》评论指“卡尼能被选中出任英国央行行长，并获得歐思邦如此高的赞扬，是全加拿大人的骄傲。总理哈珀会很高兴代表我们接受来自世界的赞誉。”
據估計，卡尼每年的總薪酬約為624,000英鎊（844,000美元），比其前任每年多出約100,000英鎊（135,000美元）。
財經記者馬修·林恩於英國雜誌《旁觀者》撰文稱卡尼在英國的成績「其實不是很好」。央行“在其管理下犯了一系列錯誤”，“經濟增長持續疲軟”，“央行印發了太多貨幣，引發了資產泡沫，最終引發了七國集團中最高的通脹率”。而且卡尼嚴重誤判了英國脫歐的影響，並失去了對監管的控制，這一點在2022年英国首相卓慧思期間的「負債驅動投資」危機中表現得非常明顯。這導致倫敦開始失去其作為主要金融中心的地位，而自從他離任之後，這一趨勢進一步加速。

### 卸任行长后（2020-2024）
在卸任英格兰银行行长之后，卡尼担任过布鲁克菲尔德资产管理和彭博的董事长，以及联合国气候行动特使。卡尼在準備於2020年3月卸任英格蘭央行行長一職時，被任命為聯合國氣候行動與金融特使。2020年1月，英國首相鲍里斯·約翰遜任命卡尼為在格拉斯哥舉行的COP26聯合國氣候變遷大會英國主席國的金融顧問。 當時該會議預定於 2020 年 11 月舉行，但後來延遲至2021年11月。卡尼也在2020年擔任加拿大總理杜魯多的非正式顧問，就政府的COVID-19經濟對策提供建議。
截至2020年10月，卡尼是布鲁克菲尔德资产管理的副董事長，負責領導公司的环境、社会和公司治理及影響力基金投資策略。2021年2月，卡尼收回了早先的聲稱，即6000億美元的布鲁克菲尔德资产管理投資組合是碳中和的。他的聲稱是基於布鲁克菲尔德擁有龐大的可再生能源投資組合，以及“因此而避免的所有排放”。該聲稱被批評為會計伎倆，因為避免的排放並不能抵消投資煤炭和其他化石燃料造成的排放，布鲁克菲尔德的碳足跡約為5,200公噸二氧化碳。在被任命為總理杜魯多的特別顧問一周後，布鲁克菲尔德资产管理被揭露向聯邦政府爭取100億元聯邦資金，作為500億元加拿大專用資產基金的一部分。由於卡尼受雇於自由黨而非總理辦公室，因此無需遵循總理級顧問必須遵守的標準道德披露規定。
2020 年，卡尼推出了「擴大自願碳市場專責小組」（Taskforce on Scaling Voluntary Carbon Markets）——一項增加自願碳抵銷交易的倡議，由温拓思擔任集團首席執行官。TSVCM由国际金融协会贊助。 工作小組成員包括“來自六大洲、擁有碳市場價值鏈背景的40多位領導者”，其中包括來自美國銀行、貝萊德、彭博新能源金融、法國巴黎銀行、BP、波音、高盛、塔塔鋼鐵、道达尔、马基特（IHS Markit）和倫敦證券交易所的代表。 在《金融時報》2020年12月3日的一篇文章中，卡尼表示全球自願碳抵消市場是幫助減少排放的“當務之急”。《泰晤士報》的文章引述卡尼的話說，倫敦很可能會成為 「新的自願碳抵消試驗市場 」的主辦地，該市場可能會在 2021 年 12 月之前“成立”。

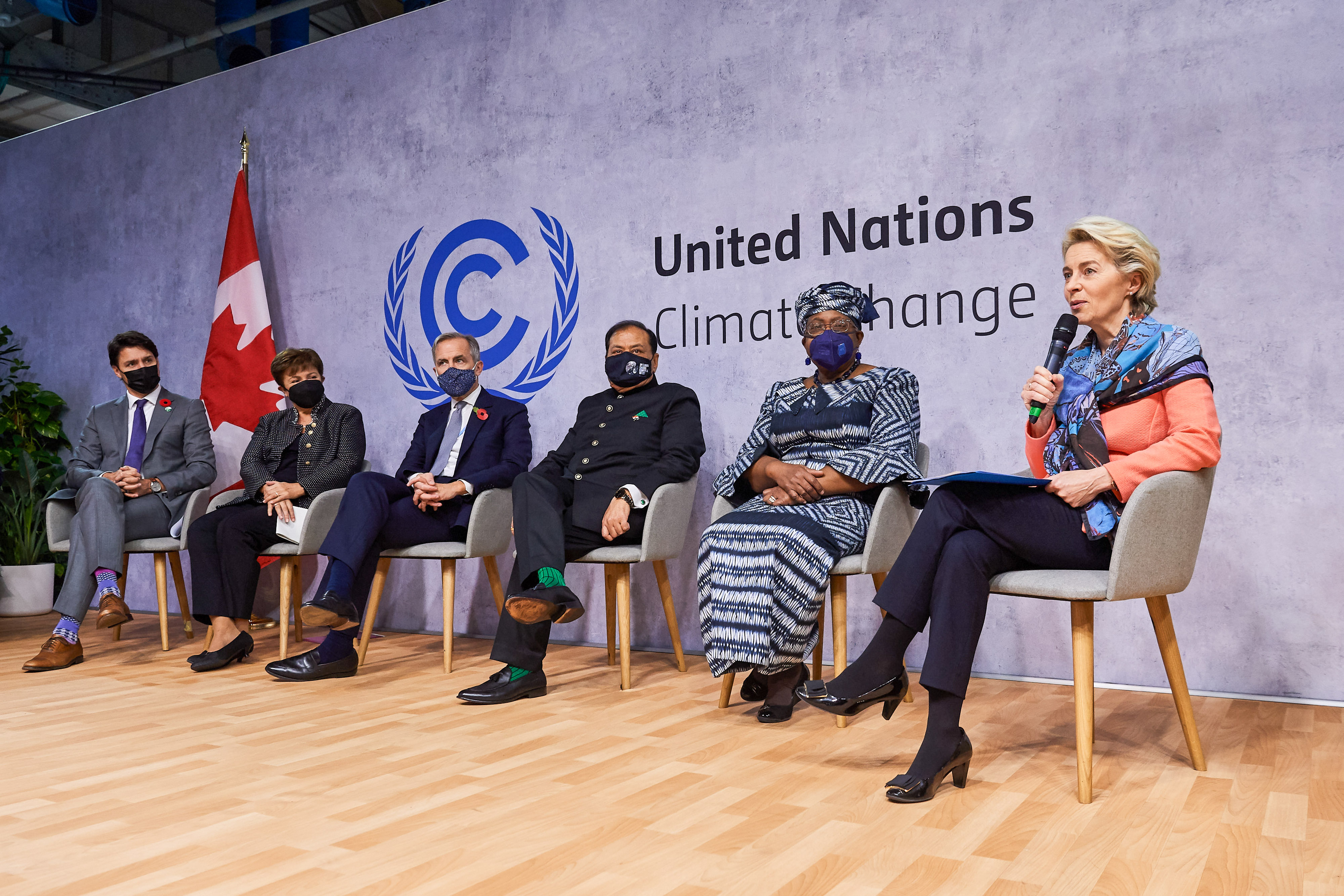
卡尼與加拿大總理賈斯汀·杜魯多、國際貨幣基金組織總裁克里斯塔利娜·格奥尔基耶娃、世界貿易組織總幹事恩戈齊·奧孔約-伊衞拉和歐盟委員會主席乌尔苏拉·冯德莱恩一起參加了COP26的小組討論.

2021年2月，卡尼加入金融科技公司Stripe的董事會 。 卡尼於2021年11月在格拉斯哥舉行的COP26上協助發起了格拉斯哥淨零金融聯盟 (GFANZ)。他擔任該組織的聯合主席。 自2022年起，卡尼也擔任Watershed的顧問，這是一家由Stripe校友創立的氣候科技公司，希望成為“公司在氣候經濟中取得成功所需的平台”。 2023年8月，卡尼被迈克尔·布隆伯格任命為彭博社新董事會主席，作為該公司領導層更廣泛改組的一部分。2024年9月，卡尼成為自由黨特別顧問和經濟增長專責小組主席。

## 政治生涯
根據卡尼的說法，2012年，總理哈珀詢問當時擔任加拿大央行行長的卡尼是否願意加入保守黨政府擔任財政部長。卡尼拒絕了，他在2025年2月接受CBC訪問時表示，他覺得“不適合”繼續接受這個邀請，因為他覺得 “從行長直接進入選舉政治”是不對的。
在2013年加拿大自由黨黨魁選舉中，有人猜測卡尼將會參選。他最終拒絕參選。

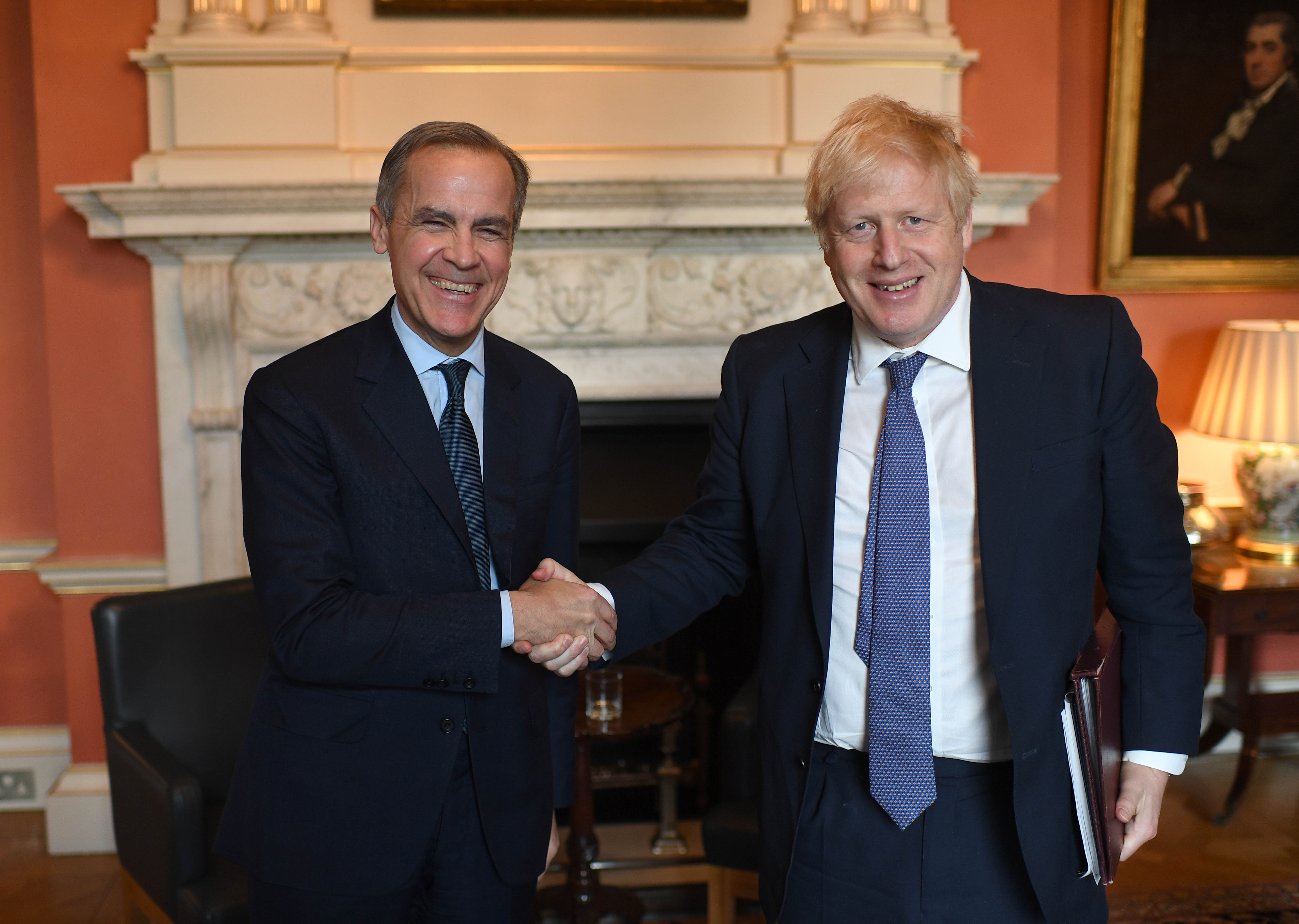
卡尼於2020年1月16日與英國首相鲍里斯·约翰逊會面，討論COP26事宜

2021年，卡尼在自由黨政策大會上發言，宣佈他支持自由黨，但沒有承諾在自由黨旗下參選。 同年晚些時候，由於他在COP26上的承諾，他排除了在當時猜測的2021年加拿大聯邦大選中參選的可能性。
卡尼支持Catherine McKenney參加2022年渥太華市長選舉。
2023年10月，他在里弗斯於該年工黨大會發言後的一段影片中，支持英國工黨影子財政大臣蕾切尔·里夫斯成為下一任財政大臣。 在工黨贏得2024年大選之後，卡尼參與了英國國家財富基金（British National Wealth Fund）的創建工作。同年同月，作為加拿大全國碳稅堅定支持者的卡尼批評了自由黨政府對加拿大大西洋省份取暖油的三年碳稅豁免。
2024年7月，自由黨內部曾討論聘請卡尼擔任聯邦財政部長的可能性。2024年9月9日，卡尼被賈斯汀·特魯多任命為加拿大自由黨領袖經濟增長專責小組（Liberal Party's leader's Task Force on Economic Growth）的主席。在方慧兰辭職後，他的名字被簡短地提及，可能成為特魯多内閣財政部長的候選人。

### 自由黨黨魁（2025-）
2025年1月16日，卡尼正式宣佈參加2025年加拿大自由黨黨魁選舉 。卡尼也宣佈，為了專注於他的領導競選活動，他辭去了所有他參與的執行、董事會和諮詢職位。截至2月9日，他的競選活動已籌得超過190萬美元的捐款，捐款來自超過11,000人，並獲得66位自由黨團成員的支持。其後成功當選自由黨黨魁，將成為第一位從未擔任過民選職位的加拿大總理。
2025年2月26日，卡尼被曝在擔任全球投資公司布魯克菲爾德資產管理副主席及董事會主席時於12月1日簽署了一封給公司股東的信，請求股東投票支持公司重組，並呼籲外國企業到美國發展。此前布魯克菲爾德已於更早的2024年10月31日在新聞發布會上宣布了總部遷移紐約的消息，並且卡尼在2025年2月25日自由黨黨魁英語辯論上被問及並回答“董事會的正式決定是在我不再擔任董事會成員後做出的。”並且向記者稱他和布魯克菲爾德沒有任何關係。卡尼在保守黨和媒體報道後在奥克维尔一個競選集會上承認他應該更精確地回答有關布魯克菲爾德的問題。卡尼在自由黨黨魁辯論上亦聲稱他曾幫助時任加拿大財政部長保羅·馬田平衡了預算，但記錄顯示馬田是在1998年提出了平衡預算的政策，當時卡尼仍在高盛工作，直到2004年才加入加拿大財政部，此時馬田剛就任加拿大總理滿一年。
卡尼參選自由黨黨魁選舉後一直把自己定位為解決2008年金融危機的主要貢獻者，因為他當時是加拿大銀行行長，對此前總理哈珀抨擊卡尼將時任保守黨政府財政部長費拉逖的工作據為己有。針對信件，卡尼團隊則批評信件是試圖修改歷史，并指任何修改歷史都無法抹殺卡尼被證實的經濟領導記錄。一名前費拉逖的幕僚波蒂爾(Chisholm Pothier)接受CTV電視網採訪時表示，雖然他同意他的前老闆領導了政治和財務決策，但卡尼在貨幣方面的作用不應被低估，同時他指「卡尼和費拉逖關係密切。他們彼此喜歡。他們經常交談，合作得很好」。

### 加拿大总理（2025-）

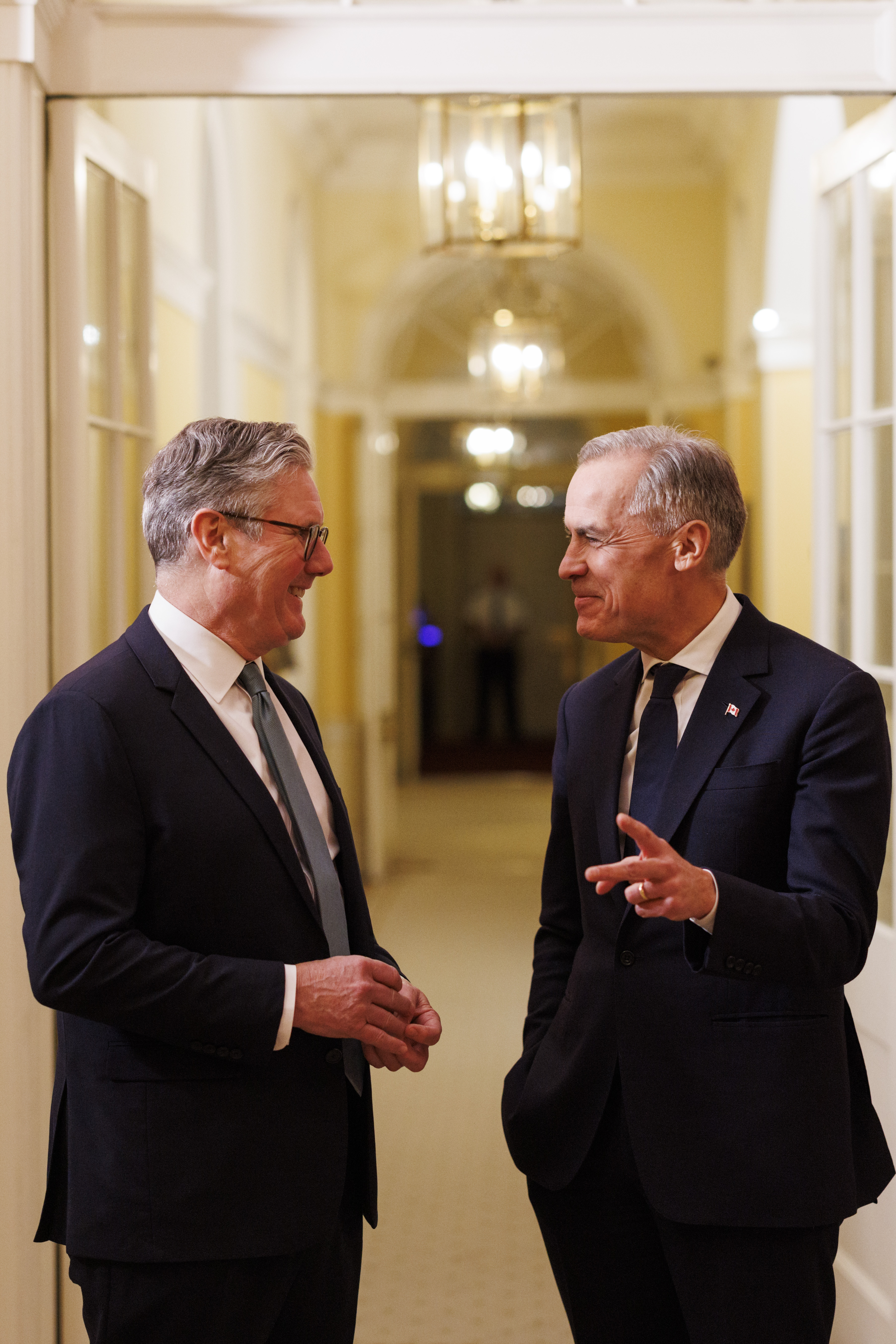
加拿大總理卡尼與英國首相施凱爾於唐寧街10號舉行雙邊會談。

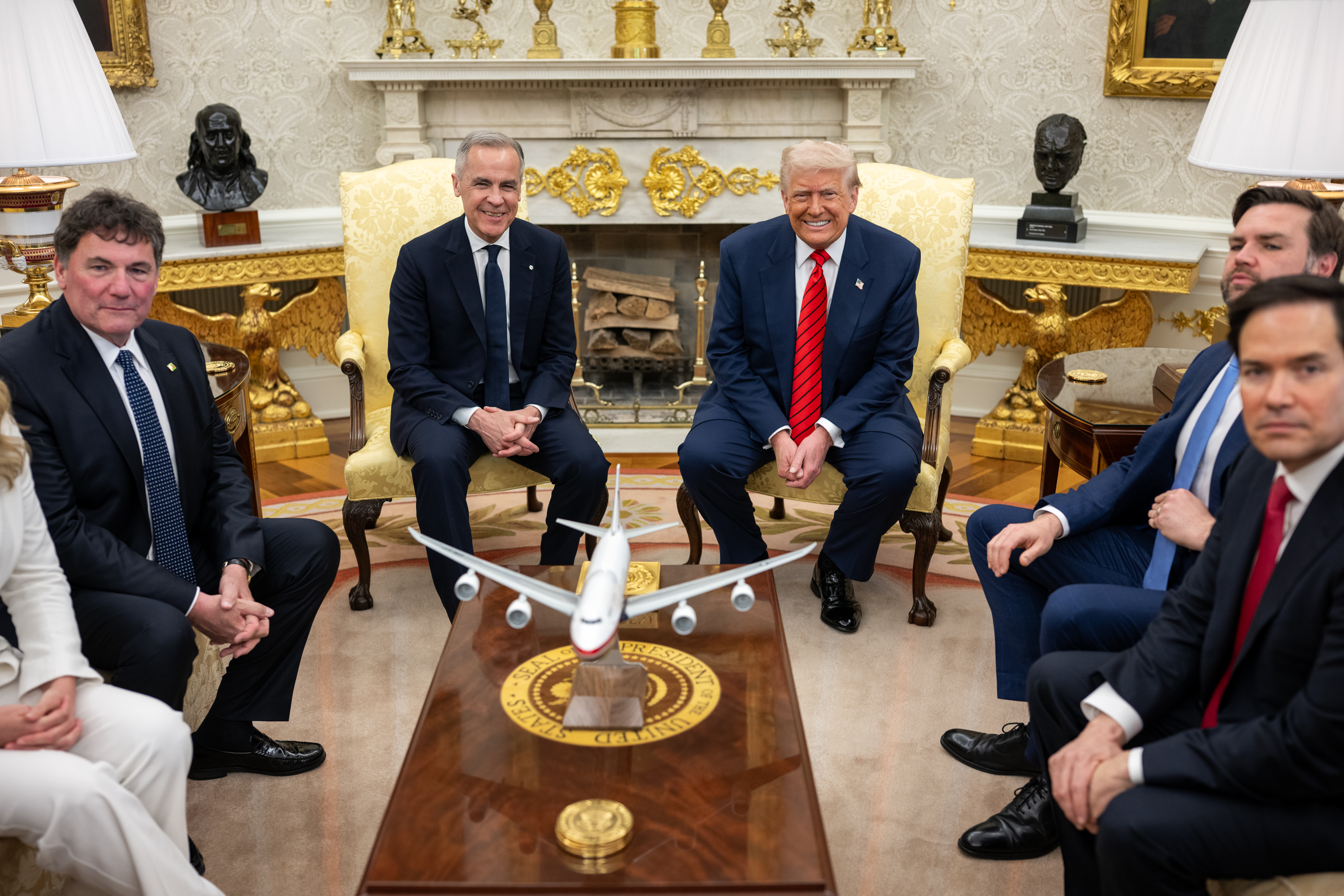
加拿大總理卡尼與美國總統川普於白宮舉行雙邊會談。

卡尼在2025年3月9日成為加拿大自由黨黨魁後，據報很可能會“在未來幾天內”就職。卡尼在翌日與特魯多會面後表示，雙方討論了權力交接的時間，指"交接將是無縫的，而且迅速"。在贾斯汀·特鲁多正式通知總督辭職之後，卡尼獲加拿大總督邀請擔任第24任總理並籌組第30届内阁。宣誓於2025年3月14日進行，大部份阁員取自小杜魯多内阁。 如是他成為加拿大第一位出生在非建制領土的總理，也是第三位出生在安大略省以西的總理（繼乔·克拉克和金·坎贝尔之後）。此外，他成為第一位從未擔任過民選職位的總理，也是自约翰·特纳以來第一位在任命時不在下議院的總理。
卡尼透過其家族血統獲得了愛爾蘭公民身份，並在擔任英倫銀行行長在海外工作期間取得了英國護照。擁有三重國籍的卡尼決定一心一意只做加拿大人，他在開始新工作之前放棄了愛爾蘭和英國國籍。
2025年3月17日，卡尼簽署取消費者碳稅（消費者燃油費）的命令，但企業碳稅仍將維持不變，該命令將於2025年4月1日生效。3月21日，卡尼在渥太華與加拿大全國省長舉行會議，儘管尚欠兩個省長的支持，他仍預期可在今年7月1日之前實現全國性的貿易策略，消除各省之間的貿易壁壘。3月23日，卡尼宣佈解散國會，並提前於4月28日大選，以尋求民意授權應對美國總統特朗普的關稅戰，以及對國家主權的威脅。
2025年3月26日，卡尼再次被曝在布魯克菲爾德資產管理公司任職副主席及董事會主席期間，在避稅天堂百慕達等地註冊他親自共同主持的兩個致力於向淨零碳經濟轉型的投資基金，總額達250億美元，讓投資者享有顯著的稅收優惠。自由黨拒絕回答有關卡尼在布魯克菲爾德的活動，或他在避稅天堂是否擁有資產並將其置於盲目信託之前的問題。此前在自由黨黨魁選舉期間，卡尼已被指在布魯克菲爾德任職期間在美國總統唐納德·特朗普當選後呼籲公司股東及外國企業到美國發展，並承認與布魯克菲爾德有潛在的利益衝突。卡尼在布魯克菲爾德任職期間在避稅天堂開曼群島厄格蘭之家註冊了十多個商業實體，美國前總統巴拉克·奧巴馬曾將厄格蘭之家描述為「世界上最大的稅務騙局」。
2025年3月27日，卡尼稱加拿大過去和美國植基於彼此經濟整合、緊密安全與軍事合作的舊有關係結束了，加美兩國將就新的安全與貿易關係展開協商。隔天，卡尼與美國總統特朗普通電話，特朗普一改之前戲弄稱賈斯汀·杜魯多是州長（Governor）的說法，改稱卡尼為「總理」（Prime Minister）。會議後，卡尼同意升級港口設施、增設安全部隊以打擊走私芬太尼等違法行為，而特朗普則在Truth Social平台發帖，他形容今次通話「富有成效（extremely productive）」，並同意4月2日可以與加拿大商討關稅豁免延期問題。二人約定加拿大大選後與再度會面（特朗普認為卡尼會贏得大選）以討論兩國新的經濟及安全關係。
2025年4月28日，在2025年加拿大聯邦大選，面對美國總統特朗普的地緣政治和經濟威脅下，卡尼領導的自由黨取得自2015年加拿大聯邦大選以來的四連勝，以170個國會的相對多數議席繼續執政。

## 政治觀點

### 经济

#### 財富不平等
2011年，卡尼將“佔領華爾街”抗議行動稱為“完全具有建設性”，並提到特別是在美國因不平等和CEO與員工薪酬差距擴大而產生的挫折感。2016年12月，卡尼在利物浦約翰摩爾斯大學（Liverpool John Moores University）的羅斯科講座（Roscoe Lecture）中警告了“驚人的財富不平等”的社會風險：“最富有的1%美國人持有的財富比例從 1990年的25%增加到2012年的40%...在全球範圍內，世界上最富有的1%所擁有的財富比例從2000年的三分之一上升到2010年的二分之一"。

#### 貨幣政策
2019年8月23日，卡尼在堪薩斯市聯邦儲備銀行2019年度傑克遜霍爾經濟研討會上發表了題為“當前國際貨幣和金融體系中貨幣政策面臨的日益嚴峻挑戰”的演講。據路透社報道，卡尼表示，“在貿易發票中廣泛使用美元”--“代替生產商或進口商的貨幣”--這種主導貨幣定價對全球經濟產生了“破壞性”影響。 約50%的國際貿易依賴美元作為“選擇貨幣”。這代表“美國在世界貨物進口所佔的比例是其五倍，在世界出口所佔的比例是其三倍”。卡尼表示，當全球出現“同步成長”時，主導貨幣定價並不成問題。當“美國潮水漲起，而其他地方潮水退去”時，這個系統就需要改革。卡尼引用馬庫斯·布魯納邁爾 、哈罗德·詹姆斯 和讓-皮埃爾·蘭度的一篇文章，論述數位貨幣區 (DCA) 在重新定義國際貨幣體系中的潛在角色。
就在美國總統川普發布推文，指責美聯儲主席鮑威爾的政策造成經濟衰退的恐懼，並威脅要對中國徵收更多的報復性關稅之後數小時，卡尼敦促各國央行合作，取代美元成為儲備貨幣。他警告不要選擇另一種新的霸權儲備貨幣，例如人民幣，而是建議一種「新的合成霸權貨幣」(Synthetic Hegemonic Currency, SHC)，例如Libra, 有可能“透過央行數位貨幣網路”提供，這將會降低美元對全球貿易的“霸權影響力”。
2025年，他承諾在2030年底之前，將加拿大GDP的2%用於國防（北約目標）。 他還提議，如果當選自由黨領袖並獲任命為總理，則廢除提高資本收益稅的措施，並實施財政赤字，平衡聯邦政府的營運開支。

#### 從道德到市場情緒
2020年12月2日，卡尼發表了四場雷斯講座（Reith Lectures）中的第一場 - BBC的旗艦年度系列講座。 在《我們如何獲得我們所珍視的--從道德情感到市場情感》一文中，他表示社會已經開始推崇金融價值而非人類價值，並從市場經濟走向市場社會。本系列涵蓋三個危機：信貸、Covid和氣候。

#### 财政政策
卡尼还提议，如果当选自由党领袖并被任命为总理，出现财政赤字，并平衡联邦政府的运营支出，就取消资本利得税的增加。

### 外交政策

#### 英國脫歐
卡尼曾多次警告，預期英國脫歐將對英國經濟產生負面影響。因此，“脫歐”運動人士指責他在英國公投加入歐盟之前發表了支持英國繼續作為歐盟成員的聲明。 他回答說，他覺得自己有責任就這些問題發聲。
2018年9月，英國財政大臣菲利普·哈蒙德，證實了卡尼將留任行長至2020年1月的猜測，以確保英國於2019年3月29日脫歐後的“順利”過渡，但這個脫歐期限卻錯過了。
2018年11月，卡尼警告說，英國經濟的大部分地區還沒有為無協議脫歐做好準備。卡尼在BBC广播四台的今日節目中表示，只有不到一半的企業啟動了應急計劃。
2019年2月，在談到全球經濟時，卡尼對英國脫歐提出了不太負面的看法，他表示全球化導致了“民主和主權的失衡”，而英國脫歐“是對全球新秩序的第一次考驗，也可能證明是否能找到一種方法，在加強民主問責的同時擴大開放的利益”。
卡尼還表示，無協議脫歐可能性的看法增加，“投注賠率和金融市場資產定價都證明了這一點”，導致英國現在是 “所有先進經濟體中FX（外匯）隱含波動率最高、股票風險溢價最高、實質收益率最低的國家”。

#### 北约
2025年，卡尼承諾在2030年底前將加拿大GDP的2%用於國防（北約目標）。

#### CANZUK
在2025年自由黨党魁競選期間，鑒於美國在唐纳德·特朗普領導下採取的激進行動，卡尼表示他支持加強與英國、澳大利亞和新西蘭的關係。 他沒有點名贊同CANZUK的合作關係。

### 环境保护主义

#### 氣候變化
卡尼經常提倡環境永續。 2019年，他被任命為聯合國氣候變化特使。 2021年3月，卡尼表示，在加拿大，向減少碳排放的可持續經濟轉型存在“巨大的經濟機遇”。他表示，現在是時候聆聽科學家們長期以來對氣候變化所帶來的風險提出的警告了。卡尼最初曾支持在2019年實施的消費者碳稅，但在2024年5月的上議院委員會聽證會上表示，該稅項 「到目前為止已達到目的」。
在2025年1月接受乔恩·斯图尔特訪問時，卡尼將加拿大的排放量主要歸咎於石油產業，他認為該產業必須變得更清潔，而不是普通加拿大人改變生活方式。在競選自由黨領袖期間，卡尼建議以獎勵計畫取代現有的消費者碳稅，以獎勵綠色選擇，同時保留對大型工業排放者的徵稅。 他還承諾引入「碳邊境調整」政策，以懲罰高污染的外國進口產品。

#### 住房问题
在2024年3月《環球郵報》的專欄文章中，卡尼提倡低碳住宅政策，傾向於密集化而非無序擴張。他認為，住宅建築商應該更容易增加密度，方法包括取消單位上限、廢除停車位下限，以及允許在運輸線附近興建更高的建築物與增加密度。
和卡尼合作的公寓開發商計劃吸引外國投資者買房出租。該計劃可能會進一步整合大型投資者的住房，從而減少本地買家的購房機會。

## 出版物
卡尼於2021年出版了《Value(s) Building a Better World for All》一書。《國家郵報》的约翰·伊维森和《衛報》的威尔·胡顿對這本書給予了正面評價。
2025年5月13日，卡尼計劃出版《鉸鏈： 是時候建立一個更美好的加拿大了》（The Hinge: Time to Build an Even Better Canada）一書。

## 個人生活

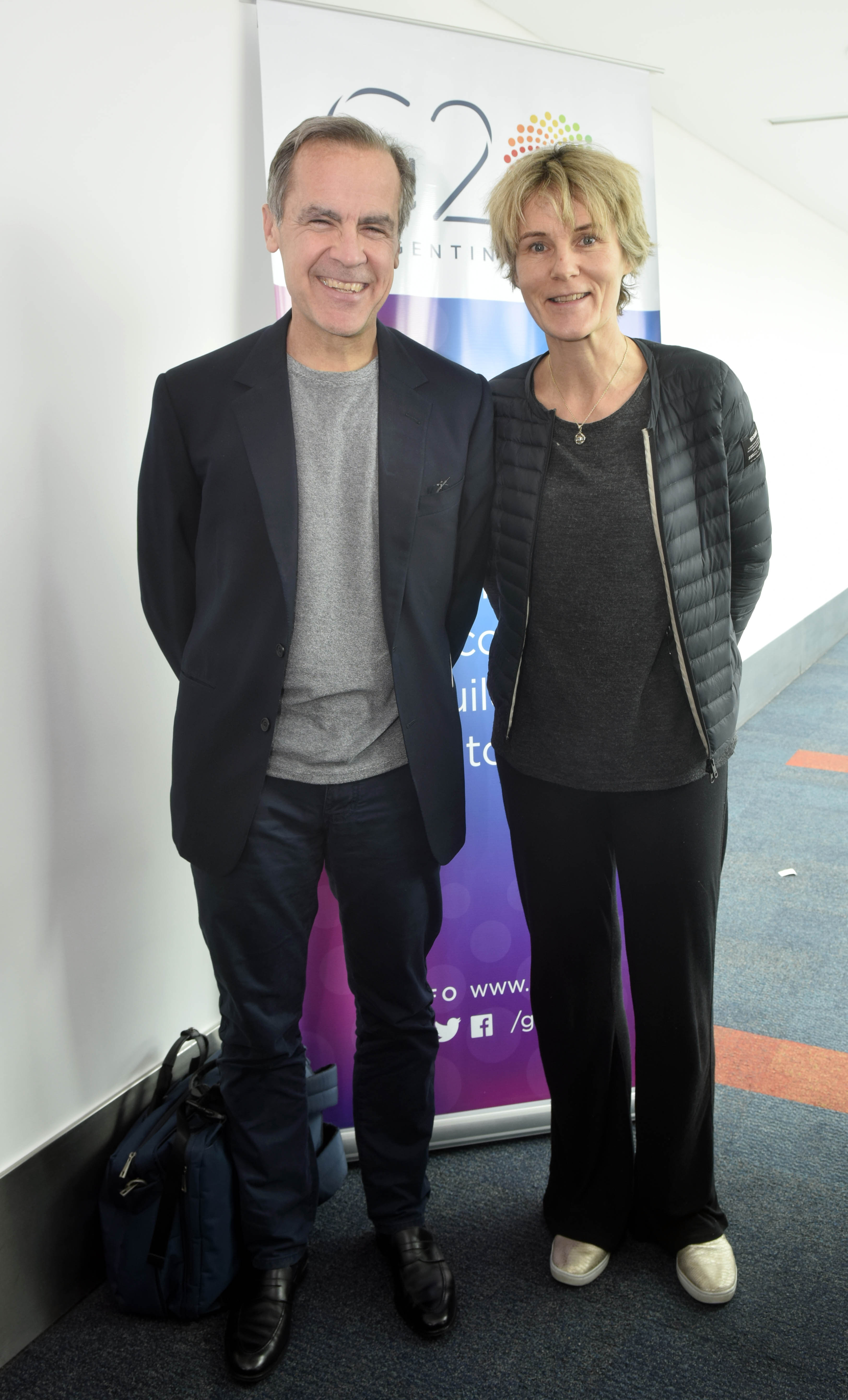
卡尼與妻子戴安娜·福克斯·卡尼出席2018年二十國集團布宜諾斯艾利斯峰會

卡尼在牛津大學就讀時認識了他的妻子戴安娜·福克斯（Diana Fox），一位專門研究發展中國家的英國經濟學家。 她活躍於各種環境和社會公義事業。 這對夫婦於1994年7月結婚，當時他正在完成博士論文。 他們有四個孩子，在搬到渥太華的Rockcliffe Park社區之前住在多倫多，然後在2013年搬到倫敦。 2020年卡尼離開英格蘭銀行時，他們搬回了渥太華。
卡尼的弟弟Brian住在北愛爾蘭。他的妹夫是Rotherwick第三男爵，他妻子的妹妹嫁給了他。他也是政界同僚方慧蘭（Chrystia Freeland）兒子的教父，但方慧蘭在2025年自由黨領袖選舉中與他競爭。
卡尼的法語一般且勉強合格。 他除了擁有加拿大公民身份之外，還是愛爾蘭和英國公民。 2025年自由黨黨魁競選期間，他表示正在向英國和愛爾蘭政府申請放棄其公民身分。他在利物浦有遠親，並且是該市埃弗頓足球俱樂部的支持者。他也是埃德蒙顿油人和埃德蒙顿麋鹿的支持者。 卡尼以03:45:22的成績完成了 2015年倫敦馬拉松，比他在2011年渥太華馬拉松的成績快了17分鐘 。
卡尼是一名虔誠的天主教徒。 2015年，他被《平板出版》評為英國最具影響力的天主教徒 。